# Kırşehir
Kırşehir je turecké město, správní středisko stejnojmenné provincie ve střední Anatolii. V roce 2009 žilo ve městě 105 826 obyvatel.

## Historie
Historie města spadá až do období Chetitů, kdy bylo nazýváno "Ahiyuva". Poté, co bylo přestavěno za vlády byzantského císaře Justiniána, začalo být na jeho počest označováno jako Justinianopolis. Tento název se zachoval až do roku 1071, kdy se město dostalo pod tureckou nadvládu. Od té doby je nazýváno svým současným jménem, které v překladu do češtiny znamená "stepní město".